# Olios triarmatus
Olios triarmatus är en spindelart som beskrevs av Roger de Lessert 1936. Olios triarmatus ingår i släktet Olios och familjen jättekrabbspindlar.
Artens utbredningsområde är Moçambique. Inga underarter finns listade i Catalogue of Life.